# Бартоломью, Мэтью
Мэтью Бартоломью (англ. Matthew Bartholomew, род. 20 октября 1988 года) — тринидадский футболист, нападающий клуба «Пойнт-Фортин Сивик» и национальной сборной Тринидада и Тобаго.

## Клубная карьера
Бартоломью является воспитанником клуба «Пойнт-Фортин Сивик». Первый свой профессиональный сезон юниор провел в клубе «Уильямс Коннекшн».
В 2006 году он перешел в клуб третьей бельгийской лиги «Уайт Стар Волюв» из Брюсселя, а 4 марта 2007 года он забил первый гол за клуб. В сезоне 2008/2009 нападающий перешел в клуб «Ференцварош», но за единственный сезон там не провел ни одного матча. Впоследствии Бартоломью и его соотечественник Жан-Мишель Вильямс, игравший вместе с ним в этом клубе тогда же, обвиняли некоторых болельщиков и игроков клуба в расизме.
Игрок вернулся в «Дабл-Ю Коннекшн» и в дебютном сезоне он помог клубу пройти в квалификации Лиги Чемпионов КОНКАКАФ клуб «Нью-Йорк Ред Буллз», но команда впоследствии не смогла выйти из группы. Проведя за «Коннекшн» 4 сезона, Мэтью перешел в свой родной клуб, за который играл ещё в юниорском составе — «Пойнт-Фортин Сивик». За него он играет до сих пор.

## Карьера в сборной
Мэтью играл в молодёжных сборных своей страны страны разных уровней, в том числе в сборной до 20 лет, где был капитаном.
Мэтью Бартоломью сыграл два матча за основную сборную Тринидада и Тобаго и не смог забить в них голов.

## Достижения
«Дабл-Ю Коннекшн»
- Чемпионат Тринидада и Тобаго: Победитель (2011/12)
- Кубок Лиги: Победитель (2006)

«Ференцварош»
- Вторая лига Венгрии (Восток): Победитель (2008/09)